# ریموند آباد
ریموند آباد (انگلیسی: Raymond Abad؛ زادهٔ ۱۷ دسامبر ۱۹۳۰) فوتبالیست سابق اهل فرانسه است که در پست دروازه‌بان بازی می‌کرد.